# Неоліт України
Неоліт (новокам'яна доба; «неос» — новий, «літос» — камінь) — епоха зародження і поширення відтворювального господарства (землеробство, скотарство), археологічним критерієм якої є найдавніший глиняний посуд. Знаряддя праці епохи неоліту являють собою завершальну стадію розвитку кам'яних знарядь, зокрема виготовлених за допомогою техніки пиляння, свердління й шліфування. Відтворювальне господарство зародилося близько 10 000 років тому на Близькому Сході.
Неолітизація України відбулася із Балкан через Подунав'я. Сталося це у VII—V тис. до н. е. внаслідок чотирьох потужних хвиль мігрантів — протонеолітичної гребениківської, людності неолітичних культур Кереш (Буго-дністровська культура з кінця VII тис. до н. е.), лінійно-стрічкової кераміки, що прийшла в обхід Карпат, та Трипілля.
На півдні України неолітична доба закінчилася в V тис. до н. е. з поширенням виробів із міді в трипільській та маріупольській спільнотах, на півночі неолітичні племена (культура ямково-гребінцевої кераміки) мешкали ще в III тис. до н. е.

## Духовна сфера
У мистецтві зникають притаманні палеоліту реалістичні зображення, воно набуває рис схематизму та геометризму.

## Неолітичні археологічні культури на території України
- Буго-дністровська культура
- Культура лінійно-стрічкової кераміки
- Сурсько-дніпровська культура
- Дніпро-донецька культура
- Культура ямково-гребінцевої кераміки
- Таш-Аїрська культура